# Суздаљ
Суздаљ (рус. Су́здаль) град је у Русији у Владимирској области. Налази се на око 220  североисточно од Москве и 26  северно од града Владимир на реци Каменка. Овај град са 11.200 становника спада у најстарије градове Русије и припада такозваном Златном прстену градова.

## Историја
Археолошки налази говоре да је на овом месту утврђење постојало још у 9. веку, а први запис о њему потиче из 1024. Почетком 12. века овде је подигнут кремљ (тврђава). У наредним вековима она је више пута уништавана и обнављана. Градска катедрала Рођења Богородице је подигнута 1222—1235. и до данас је очувана у својој првобитној форми.
У 14. веку Суздаљ је покушао да у савезу са Нижњим Новгородом осигура независност од Велике московске кнежевине, али су 1392. поражени. Тиме је Суздаљ престао да буде политички центар. Ипак, наставио је да буде религијско средиште. Овде су од 13. до 17. века подигнуте многе цркве и манастири (Александровски, Покровски).

## Становништво
Према прелиминарним подацима са пописа, у граду је 2010. живело становника, (%) више него 2002.
| 1939. | 1959. | 1970.  | 1979.  | 1989.  | 2002.  | 2010.  |
| ----- | ----- | ------ | ------ | ------ | ------ | ------ |
| 6.600 | 9.012 | 10.179 | 11.529 | 12.063 | 11.357 | 10.535 |

## Међународна сарадња
- Евора
- Клец
- Оберле
- Ротенбург поврх Таубера
- Виндам